# Encephalographa
Encephalographa är ett släkte av svampar. Encephalographa ingår i familjen Hysteriaceae, ordningen Hysteriales, klassen Dothideomycetes, divisionen sporsäcksvampar och riket svampar.
|                 | Gloniopsis                                                                                 |
|                 |                                                                                            |
|                 | Actidiographium                                                                            |
|                 |                                                                                            |
|                 | Acrogenospora                                                                              |
|                 |                                                                                            |
|                 | Glonium                                                                                    |
|                 |                                                                                            |
|                 | Gloniella                                                                                  |
|                 |                                                                                            |
|                 | Hysteroglonium                                                                             |
|                 |                                                                                            |
| Encephalographa | \| \| Encephalographa cerebrinella \| \| \| \| \| \| Encephalographa otagensis \| \| \| \| |
|                 | \| \| Encephalographa cerebrinella \| \| \| \| \| \| Encephalographa otagensis \| \| \| \| |
|                 | Hysterocarina                                                                              |
|                 |                                                                                            |
|                 | Hysterium                                                                                  |
|                 |                                                                                            |
|                 | Graphyllium                                                                                |
|                 |                                                                                            |
|                 | Hysterographium                                                                            |
|                 |                                                                                            |
|                 | Cleistonium                                                                                |
|                 |                                                                                            |
|                 | Pseudoscypha                                                                               |
|                 |                                                                                            |
|                 | Hysteropatella                                                                             |
|                 |                                                                                            |
|                 | Psiloglonium                                                                               |
|                 |                                                                                            |
|                 | Hysterobrevium                                                                             |
|                 |                                                                                            |
|                 | Oedohysterium                                                                              |
|                 |                                                                                            |
|                 | Encephalographa cerebrinella                                                               |
|                 |                                                                                            |
|                 | Encephalographa otagensis                                                                  |
|                 |                                                                                            |

|  | Encephalographa cerebrinella |
|  |                              |
|  | Encephalographa otagensis    |
|  |                              |